# Atol de Astove

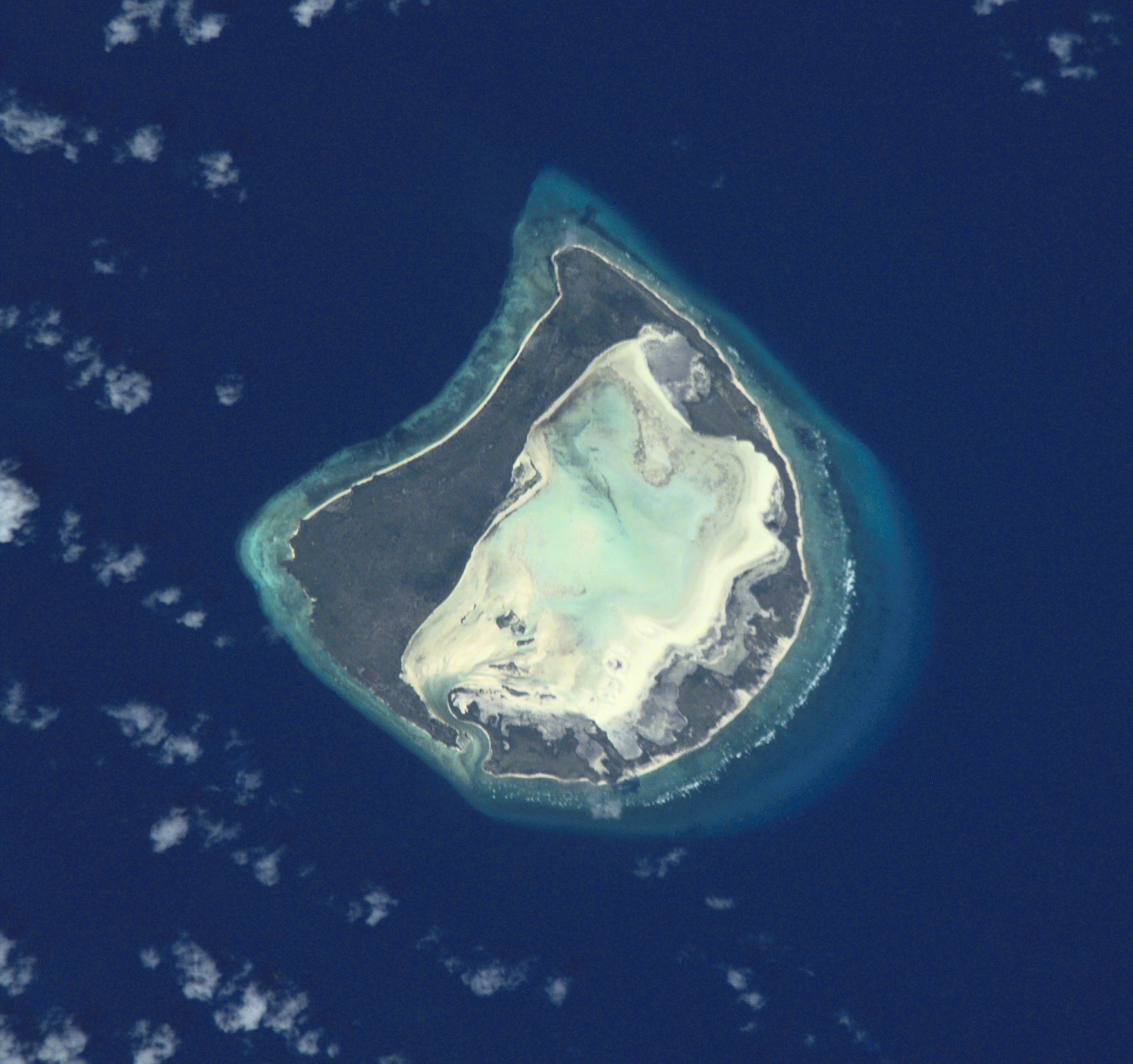
Ilha de Astove

O Atol de Astove é um atol das Seicheles situado no oceano Índico, na ilha de Astove. Se halla a 38 km SSE de Cosmoledo e as suas coordenadas são (10° 06′ S, 47° 45′ L).
Trata-se de um atol com a forma de anel quase fechado. A sua lagoa interior tem uma profundidade máxima de 3 metros e está em contacto com o mar pelo sudoeste. O atol mede 4,5 km de Norte a Sul e 2 km de Este a Oeste, com uma superfície de 4,96 km²; e a sua área total, incluindo a lagoa é de 9,5 km². O seu único assentamento, na costa ocidental, foi abandonado nos anos 80. Existe também uma pista de aterragem de erva. Declarada reserva natural, actualmente está fechada ao público e proíbe-se todo aceso.